# Fortino di Albenga
Il fortino di Albenga è stato un edificio difensivo della città ingauna, in provincia di Savona. Edificato dalla Repubblica di Genova nel corso del XVI secolo, originariamente si trovava a ridosso della costa ove aveva funzioni di avvistamento e di difesa, soprattutto dagli sbarchi pirateschi. Il piccolo presidio si trova ora a circa 300 m dal litorale albenganese, in una piazza (piazza Europa) e "circondato" da moderne costruzioni.

## Storia e descrizione

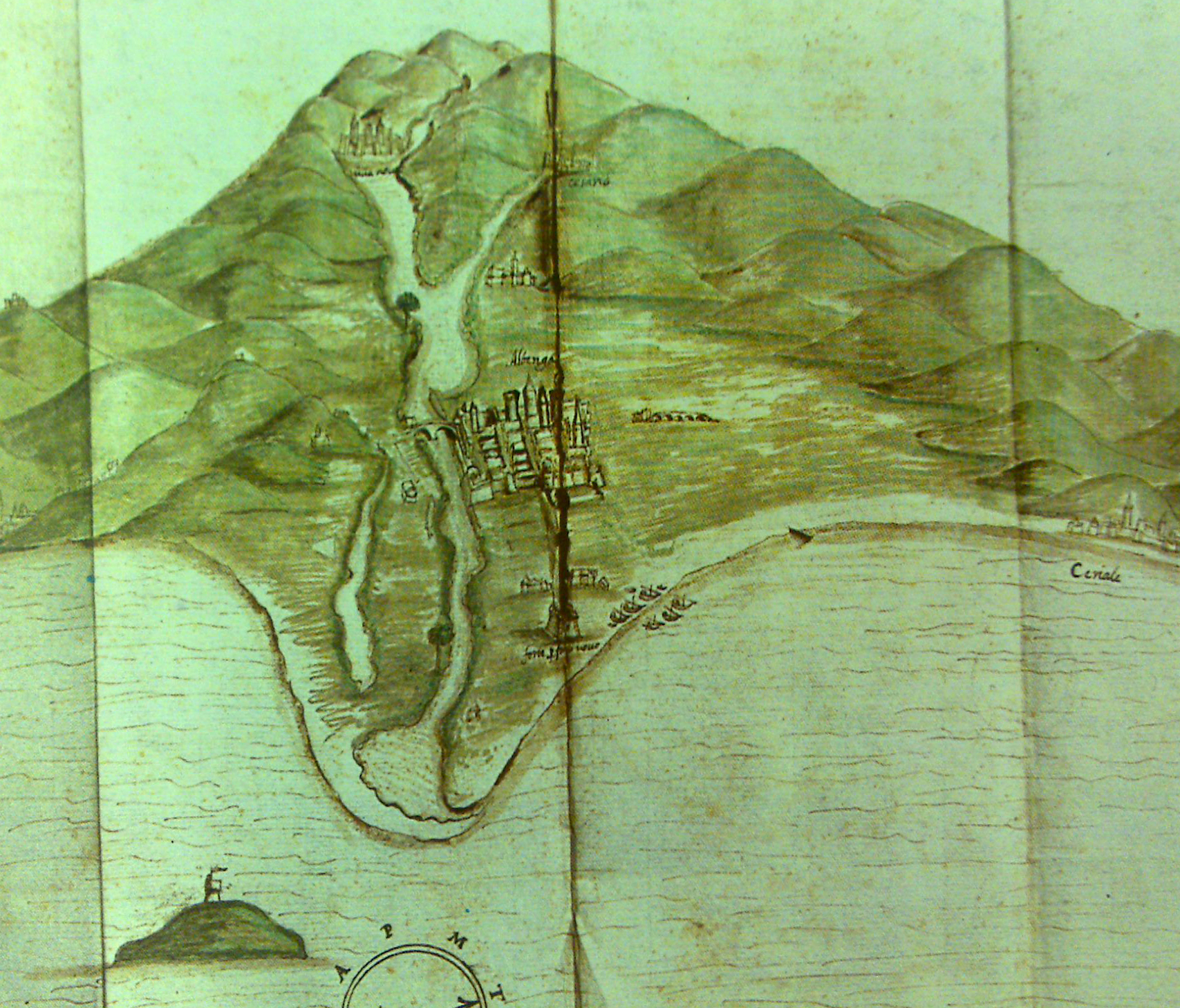
Rappresentazione di Albenga nel 1587 con il nuovo fortino genovese

Un tempo il mare era più vicino al centro storico di Albenga, che veniva protetta dal "castello della Marina". Ma la linea di spiaggia arretrò rapidamente dal XIV al XVI secolo, rendendo indispensabile l'edificazione di un nuovo luogo di difesa per proteggere la piana dalle incursioni saracene.
Da metà del XVI secolo la Repubblica Genovese investì diverse forze nella realizzazione di opere di difesa, come la torre d'avvistamento sull'Isola Gallinara, che venne restaurata nella stessa fase di costruzione del fortino, che viene realizzato per opera diretta della Repubblica di Genova, con il duplice scopo di difesa e di controllo militare della città ingauna. Venne costruito nel corso del 1586, come una struttura a pianta quadrata e rafforzata agli angoli con un bugnato e da guardiole, con un piano centrale senza vista sull'esterno, e un piano superiore. Presenta un'ampia scarpata di base.
Sopra questa struttura, nei secoli vennero realizzate varie edificazioni, che sono state nel XX secolo abbattute, lasciando solamente la parte originale. Il fortino fu donato nel 1953 all'ospedale Civile di Loano. Nel 2006 viene definitivamente assegnato all'ente comunale di Albenga dal Comune di Loano che ne era entrato in possesso e nel 2007 vengono completati i primi lotti del restauro.
Restaurato, dall'estate 2011 viene dato in concessione d'uso alla Fondazione Gian Maria Oddi, ospitando da allora un centro multimediale sull'isola Gallinara allestito dalla Regione Liguria. Dal 12 aprile 2013 sulla terrazza viene aperto un locale di ristorazione da parte del Mood Group. Da ottobre 2015, a seguito di convenzione tra la Fondazione e l'Associazione Nazionale Marinai d'Italia Gruppo Isola Gallinara - Albenga, il Centro Multimediale è visitabile anche nei fine settimana (orario invernale venerdì 14-17, sabato e domenica 10-13).